# Kilham
Kilham är en by och en civil parish i East Riding of Yorkshire distrikt i Storbritannien. Den ligger i kommunen East Riding of Yorkshire och riksdelen England, i den sydöstra delen av landet, 290 km norr om huvudstaden London. Orten har 1 088 invånare (2011). Byn nämndes i Domedagsboken (Domesday Book) år 1086, och kallades då Chillon/Chillun.